# Elizabeth Hawes
Elizabeth Hawes (Ridgewood, Nova Jersey, 16 de desembre de 1903 - Nova York, 6 de setembre de 1971) va ser una dissenyadora de roba nord-americana, crítica ferotge de la indústria de la moda i defensora del prêt-à-porter i del dret de la gent a tenir la roba que desitgi, en lloc de la roba dictada per estar de moda, una idea encapsulada en el seu llibre Fashion Is Spinach, publicat el 1938. Va ser una de les primeres dissenyadores de roba americanes a establir la seva reputació fora de l'alta costura de París. A més del seu treball a la indústria de la moda com a dibuixant, copista, estilista i periodista i dissenyadora, va ser autora, organitzadora sindical, defensora de la igualtat de gènere, activista política i la gran subversiva de la moda nord-americana de mitjans de 1930.

## Primers anys
Elizabeth Hawes era la segona de quatre fills. El seu pare era assistent de direcció de la Southern Pacific Company, i la seva mare treballava a la Junta d'Educació i va participar activament en la política local, especialment en els drets de la comunitat afroamericana local. Es va graduar al Vassar College el 1925 i va dirigir l'Administració Federal d'Ajuda d'Emergència per al comtat de Bergen, Nova Jersey, de 1932 a 1936. La família va viure una existència de classe mitjana en una ciutat de rodalies a uns quaranta quilòmetres de la ciutat de Nova York.
La mare d'Hawes va ser una de les primeres defensores de l'educació Montessori i ensenyà als seus fills diverses manualitats, com ara el teixit de cistelles de ràfia i els treballs de bijuteria. Als 10 anys, Hawes també feia roba i barrets per a les seves nines, abans de començar a cosir la seva pròpia roba. Quan tenia 12 anys, confeccionava professionalment roba per als fills petits dels amics de la seva mare. També va vendre uns quants vestits per a nens en una botiga de Haverford, Pennsilvània. Aquesta carrera breu i precoç va cessar quan va anar a l'institut i, mentre continuava fent la seva pròpia roba, va deixar de fer-ne per als altres. Va assistir a la Ridgewood High School i inicialment havia planejat assistir a una escola d'art.

## Educació
Com la seva mare i la seva germana gran, va assistir al Vassar College. Era molt intel·ligent i una bona estudiant, i aprovava les matèries sense dificultat. Durant el seu primer any, va assistir al dissenyador de vestuari per a l'obra anual a l'aire lliure. Va descobrir que era bona als cursos obligatoris, com ara matemàtiques i química, i que obtenia bones qualificacions, però que s'avorria als cursos de literatura i art que havia decidit fer. Va optar per centrar-se en l'economia, i finalment es va interessar per la teoria econòmica avançada. Amb la seva tesi, basada en les opinions de Ramsay MacDonald, va obtenir una bona qualificació.
En el seu temps lliure, Hawes es va centrar en la roba. El 1923, al final del seu segon any, va fer un curs de sis setmanes a l'Escola de Disseny Parson, on va decidir que cap escola d'art li podia ensenyar a dissenyar roba. Mentre els estudiants feien dibuix de la figura, Hawes estava exasperada perquè ningú li esmentava l'anatomia, cosa que considerava necessària si volia vestir «éssers humans vius que tenien ossos i músculs». Va decidir que necessitava més experiència útil, així que, durant les vacances d'estiu de 1924, va aconseguir un aprenentatge no remunerat als tallers dels grans magatzems de Bergdorf Goodman, per saber com es feia roba per encàrrec. Abans de marxar per tornar a la universitat, les importacions franceses van entrar a la botiga i va decidir que volia viatjar a França per saber de què anava això de la moda.
Hawes només tenia 25 dòlars al mes per a totes les seves despeses, inclosa la roba, de manera que recaptar els fons per al viatge proposat va suposar un problema. Primer, va intentar graduar-se abans d'hora, ja que tenia prou crèdits. Però el degà de la universitat havia decidit que no es podia lliurar cap diploma abans del final de quatre anys complets. Finalment, va reprendre la confecció, el disseny de roba per als seus companys i la venda dels seus dissenys a través d'una botiga de vestits a la vora del campus. Va guanyar uns quants centenars de dòlars amb les comissions de la botiga.També va anunciar els seus serveis al diari Vassar.
Malgrat una breu crisi en què Hawes es va preguntar si hauria de dedicar la seva vida al treball humanitari, el seu professor d'economia li va aconsellar que seguís els seus desitjos centrats en la roba. Es va graduar a la primavera de 1925 i es va preparar per embarcar cap a París aquell juliol. Com que la seva mare era una ciutadana local destacada, el Newark News va decidir entrevistar-la abans de marxar. Aquesta entrevista, quan es va publicar, va fer que una dona del departament de publicitat d'uns grans magatzems de Wilkes-Barre, Pennsilvània, oferís a Hawes 15 dòlars al mes per informar de les notícies de moda de París per al seu exemplar publicitari. Això la portà a preguntar al diari local si volien un informe regular des de París. Van acceptar aquesta oferta i li van oferir 10 dòlars al mes per fer-ho.
Es va graduar a Vassar el 1925. I al juliol d'aquell any, Elizabeth Hawes i una amiga, Evelyn Johnson (la mare de la qual s'havia casat amb un importador francès de perfums), es van embarcar cap a França.

## Carrera de moda a París (1925-1928)
Hawes i Johnson van arribar a Cherbourg i es van traslladar a una pensió a París. La mare de Johnson va organitzar que Hawes treballés per a la seva modista, al Faubourg St Honoré, una botiga on es fabricaven i venien còpies il·legals i d'alta qualitat de vestits d'alta costura de les principals modistes. Va presumir de no copiar mai un vestit d'alta costura sense haver tingut l'original a la mà. Allà, Hawes venia roba a nord-americans que no parlaven francès i intentava aconseguir nous clients. La casa tancava cada juliol i agost per permetre a modistes legítims com Chanel i Vionnet produir les seves col·leccions. Hawes de vegades visitava un saló d'alta costura com a clienta legítima i comprava un vestit per ser copiat. Al Ritz, Hawes va veure la falsificació de Chanel dels seus empresaris posada al costat dels genuïns.
El gener de 1926, Hawes es va convertir en dibuixant d'un fabricant de roba de producció massiva de Nova York. Memoritzava els vestits durant les desfilades de moda i després en feia els dibuixos. A l'estiu de 1926, Hawes es va sentir massa culpable de robar dissenys i no va poder continuar. Es va convertir en corresponsal de moda a temps complet del Cosmos Newspaper Syndicate, contribuint a un article habitual que apareixia al New York Post, Detroit Free Press, The Baltimore Sun i altres diaris. Això va portar a una columna regular per al The New Yorker sota el seu pseudònim «Parisite», que va durar tres anys. Va treballar com a compradora de moda per a Macy's, i després com a estilista a les oficines de Lord i Taylor a París. L'abril de 1928, Main Bocher, editor de Paris Vogue, li va oferir una feina, però quan va explicar que la seva ambició era dissenyar, li va assegurar un treball amb Nicole Groult, germana de Paul Poiret i parella de Marie Laurencin. En aquesta posició, a Hawes se li va permetre desenvolupar els seus propis dissenys, així com treballar al costat de Groult i el seu assistent de disseny. Treballant al costat d'aquests dissenyadors experimentats, Hawes va desenvolupar el seu mètode de disseny basat en la tècnica de Vionnet de drapejar un maniquí de fusta.

## Carrera de moda a Amèrica (1928-1940)
Hawes va tornar a Nova York el 1928. Tenia l'esperança d'omplir un nínxol de negoci al mercat americà, on només Jessie Franklin Turner dissenyava i fabricava vestits per encàrrec, i l'altre concurs es feia per encàrrec o còpies de moda francesa preparades per a portar. A l'octubre, Hawes es va unir amb Rosemary Harden, la cosina d'un amic, per obrir Hawes-Harden, una botiga al quart pis del 8 West 56th Street, Nova York. El duet va presentar la seva primera col·lecció el desembre de 1928, quan Hawes feia 25 anys. Hawes-Harden només venia els seus propis dissenys i feia roba per encàrrec amb materials de qualitat, ben cosits i ben ajustats. Hawes-Harden va atraure gradualment una clientela que apreciava els dissenys «originals sense ser excèntrics». Una de les primeres clientes notables va ser Lynn Fontanne, que es va convertir en una clienta habitual dels dissenys de Hawes, i que va portar els primers vestits escènics que va fer Hawes.
El 1930 Harden va vendre la seva part de l'empresa a Hawes, que va ser molt prudent amb les despeses perquè el seu negoci sobrevisqués a la Gran Depressió. També va vendre petites obres decoratives dissenyades per a ella per Alexander Calder i Isamu Noguchi, amics dels seus anys de París. I Dorothy Shaver la va incloure en el seu 'American Look', un moviment per donar suporrt a les empresàries incipients del sector i promoure la moda estatunidenca. El juliol de 1931, Hawes presentava la seva col·lecció a París. Era la primera vegada que una casa de disseny no francesa mostrava la seva col·lecció durant la temporada de París, cosa que va comportar per a Hawes una gran atenció mediàtica.
El 13 d'abril de 1932, Hawes, juntament amb Adele Simpson i Edith Reuss, va aparèixer en una mostra de dissenyadors de moda nord-americans a Lord &amp; Taylor. A les tres dones se'ls va acreditar la feina per crear un estil americà. Un segon espectacle va comptar amb Hawes al costat de Clare Potter i Muriel King. Aquestes promocions innovadores van provocar una gran quantitat d'articles de diaris i revistes sobre dissenyadors de moda nord-americans. Hawes va generar publicitat amb noms polítics humorístics per a les seves col·leccions, com ara «The Five-Year Plan» [El Pla Quinquennal] (per a una camisa de dormir de cotó i una jaqueta de llit), «The Yellow Peril» [El perill groc] (per a un vestit de tarda de seda) i «Disarmament» (per a un vestit de nit brodat). L'estil general era atrevit, amb ratlles amples i grans estampats en siluetes senzilles i còmodes. Va defensar els pantalons per a les dones i va seguir els seus propis consells.
El 1933, Hawes es va contractar un fabricant de vestits per dissenyar roba feta. Tenia l'objectiu de crear dissenys de preu moderat que aportessin el disseny d'alta moda al client del prêt-à-porter. L'empresa va tenir èxit comercial, però Hawes va descobrir que els seus dissenys estaven fets amb materials inferiors i va tallar la relació comercial.
Un dels dissenys més reeixits de Hawes va ser un de guants anomenat «Guardsman». Era un guant de camussa de colors dissenyat per primera vegada l'any 1931 que es cordava a la part posterior del canell. Hawes va vendre un parell de guants com aquests fets a mà per 12,50 dòlars. L'abril de 1935, després d'haver interromput la versió del guant per a l'alta costura, una còpia de camussa vermella del guant va aparèixer en un anunci de Lucky Strike. Aleshores ella va fabricar i vendre amb èxit en una versió de prêt-à-porter, els« guants Lucky Strike».

El 1935, va exposar els seus dissenys a Moscou, la primera mostra d'alta costura allà des de la Revolució Russa de 1917. Va dir que l'interès de grans multituds de dones demostrava que el país s'estava estabilitzant i que la gent era lliure d'expressar idees contrarevolucionàries sense càstig. Va explicar que hi va veure pentinats amb permanents i ungles pintades i barrets, sobretot boines, i que els havia donat consells de moda:
| « | Els vaig dir que no havien d'intentar copiar les modes de cap altre lloc. Són dones grans, amb força, i haurien de tenir els seus propis estils. Comencen a desenvolupar la seva pròpia manera de vestir-se, la que és més adequada per a elles. Així, doncs, em sembla que és un error que qualsevol país adopti els estils d'un altre. | » |

El 1936 va dissenyar el vestuari de dues obres de Broadway, A Room in Red and White, de Roy Hargrave, i Triple-A Plowed Under, del Federal Theatre Project de la WPA dirigida per Joseph Losey.
Quan Hawes va visitar la Unió Soviètica l'any 1935, hi anà Joseph Losey, que estudiava l'etapa russa. Es van casar el juliol de 1937. Van tenir un fill, Gavrik Losey, el 1938.
El 1937 va presentar una desfilada de moda masculina amb els seus propis dissenys de colors vius, seguida el 1939 de la publicació d'un altre manifest de moda, Men Can Take It.
El 1938, Hawes va publicar Fashion Is Spinach [La moda són espinacs], una crítica autobiogràfica i una exposició de la indústria de la moda. El títol prové d'una caricatura de Carl Rose publicada a The New Yorker el 8 de desembre de 1928, en què un nen es mira un poc atractiu plat d'espinacs com Hawes es mirava la indústria de la moda. Al mateix temps que atacava la pretensió de la moda, va produir dissenys populars com un vestit senzill amb una faldilla ampla, una de les seves marques comercials, que portava Joan Bennett en un anunci de xiclet de Wrigley. La revista Life va informar de la relació comercial assenyalant que «Elizabeth Hawes sempre ha tingut, a més del seu talent per dissenyar roba, un talent igual per donar a conèixer i promocionar Elizabeth Hawes». La dissenyadora del vestit del xiclet, va informar Life, «ara ven els seus vestits molt cars i fets per encàrrec d'una casa de pedra grisa a East 67th Street, Manhattan».

## Crítica de moda
Des de ben petita, Hawes es va descriure a si mateixa com algú que havia cregut en la «llegenda francesa» que «tota la roba bonica està dissenyada a les cases dels modistes francesos i totes les dones la volen».
Els aixovars de noces de la seva mare venien de París i la seva àvia viatjava anualment a París, i en tornava amb vestits per als seus nets. Quan Hawes va començar a dissenyar i fer la seva pròpia roba, es va referir a Vogue i Harper's Bazaar. La prevalença de la moda francesa i de París en aquestes revistes va reforçar la impressió que només la moda francesa mereixia atenció. Hawes es va proposar desafiar això i dissipar el concepte que el disseny americà només era per a roba d'oci i roba esportiva.

A Fashion Is Spinach deia que «L'estil... canvia només d'acord amb un veritable canvi en el gust o la necessitat del públic, mentre que les modes canvien perquè la indústria ha de complimentar les nòmines, s'han de publicar revistes i s'ha de perpetuar un mite». De vegades, és la naturalesa utilitària de l'estil, la seva estreta adaptació a les necessitats de l'usuari, el que lloa: «L'estil de 1937 pot donar-te una casa funcional i roba funcional per portar. L'estil no és que la teva roba còmoda sigui vermella, groga o blava, o que la teva bossa faci joc amb les sabates; l'estil t'ofereix pantalons curts per a jugar a tennis perquè són pràctics, l'estil treu la cotilla de cintura de vespa quan les dones volen ser lliures i mantenir-se actives». Va assenyalar com, en aquest sentit, els homes, per contra, no estaven subjectes a la moda:
| « | És prerrogativa del treballador, d'un tipus de classe baixa, no portar coll ni corbata. Pot anar sense barret, si vol. Pot portar texans blaus amples i sense plisar. Pot mostrar els tirants, si vol. Pot anar sense camisa en un estiu calorós, les corretges del mono amb prou feines cobrint el seu pit pelut... No serà admès als millors clubs, ni tan sols podrà pujar a l'ascensor de l'edifici Squibb... Però no s'arrisca gens a no anar còmode. | » |

Hawes va instar els homes i les dones a reclamar que la roba s'adapti al seu estil de vida. Per exemple, el 1938 va fer servir tirants d'home per il·lustrar com la indústria de la moda promovia productes de qualitat inferior a la norma, però «a la moda». Hawes va entrevistar homes normals i va trobar que preferien universalment tirants elàstics amples amb tancaments de botons, tot i que només podien comprar tirants estrets que els molestaven a les espatlles, amb agafadors metàl·lics que els trencaven els pantalons. Hawes va utilitzar això per il·lustrar com el sistema de la moda funcionava en contra del client, oferint roba mal feta que no estava pensada per durar més enllà d'una temporada.
Hawes va ser una defensora oberta de la reforma del vestit. Va animar les dones a portar pantalons i va pensar que els homes haurien de sentir-se lliures per portar túnica o roba de colors si ho volien. Preferia el concepte d'estil al de moda, perquè l'estil evoluciona de manera natural, mentre que la moda és efímera i artificial. Hawes va considerar que tothom tenia dret a roba de bona qualitat amb els colors, estils i teixits que prefereixin personalment, en lloc d'haver d'escollir entre la gamma limitada d'estils i colors que oferia la indústria de la moda aquella temporada. Tot i que feia roba per encàrrec, creia que el prêt-à-porter era l'únic camí per avançar, i pensava que els minoristes de roba haurien d'atendre un tipus de client específic en lloc de tenir tots els mateixos estils. Per a ella, l'únic propòsit útil de la moda era entretenir, és a dir, «donar una mica d'alegria addicional a la vida».
La revista Life va utilitzar la publicació de Fashion Is Spinach per presentar als seus lectors una sèrie de fotos de moda perquè poguessin determinar quina es mereixia cadascuna de les dues etiquetes d'Hawes, moda o estil. La revista la va citar:
| « | L'estil aporta la sensació d'un determinat període de la història. La moda és un paràsit de l'estil. És l'homenet horrorós que et diu que l'abric de l'hivern passat pot estar en perfecte estat, però que no el pots portar perquè té cinturó. | » |

Segons un historiador de la moda, l'escriptura elegant de Hawes la va convertir en «la Dorothy Parker de la crítica de moda, amb el seu to àgil i l'actitud directa», i suggereix que aquesta va ser la veritable causa de la seva notorietat: «En realitat, la seva roba no semblava radical per a la seva època; fou la seva filosofia oberta la que la va diferenciar».

## Temps de guerra
Després de publicar el seu atac a la indústria de la moda, Hawes va tancar el seu negoci de vestits i va escriure columnes per a PM, un diari populista de la tarda. El personal incloïa simpatitzants comunistes (com Leo Huberman, l'editor de notícies laborals) així com liberals anticomunistes. Va escriure la columna «Notícies per viure», que s'ha considerat «un encreuament entre la pàgina tradicional de dones dels diaris i l'activisme de consum del Front Popular».
Com a líder del Comitè per a l'atenció als nens petits en temps de guerra, va fer campanya per a les guarderies infantils.
El 1942, Hawes va dissenyar un uniforme per als voluntaris de la Creu Roja Americana. El mateix any va sol·licitar una feina nocturna a una fàbrica d'avions per experimentar personalment la vida de les dones operàries de màquines. Va fer servir les seves experiències com a base per a un llibre de 1943 que exposava la difícil situació de les treballadores nord-americanesː Why Women Cry [Per què ploren les dones]. Es va oposar a l'aprovació d'una esmena sobre la igualtat de drets per a les dones, tement que eliminaria la legislació protectora. Va demanar una reestructuració de la vida domèstica per reconèixer que ara s'esperava que les dones treballessin fora de la llar mentre continuaven amb els seus papers tradicionals com a mestresses de casa. Era l'única manera que els EUA podien evitar «la rutina hitleriana de nens-cuina-església per a la propera generació de dones americanes comunes i acabar amb l'esclavitud econòmica dels seus marits». Tot i així, va intentar evitar que la seva retòrica feminista fos divisòria: «Els homes han de treballar juntament amb nosaltres en la solució dels nostres problemes bàsics de la llar, o, al final, no hi haurà llars que valgui la pena esmentar als EUA» Betty Friedan va pensar que Why Women Cry podria llançar una revolució des de les cuines de la nació.
El 1945, Hawes va publicar un assaig a Antioch Review titulat The Woman Problem. Demanava a les dones nord-americanes que esdevinguessin «ciutadanes actives». Descrivia com les tasques domèstiques es donaven per fetes i ja no eren un orgull, ara que tants productes que abans es feien a casa es compraven a la botiga, fins al punt que:
| « | Es creu que pràcticament tothom és ara de l'opinió conscient o inconscient que una simple mestressa de casa, que no aporta res més que nens a la societat en què viu, és un paràsit social. La mestressa de casa vol elogis i no pot aconseguir-los sent mestressa de casa, o mare. Així que s'ha tornat bastant deixada en totes dues feines. | » |

Va demanar una campanya educativa dirigida als homes, que havien d'enfrontar-se a la competència de la mà d'obra femenina. Esmentava la cura infantil en grup durant la guerra com un exemple de com les dones podien alleugerir les seves pròpies càrregues de treball.
També va considerar el paper subsidiari de les dones treballadores en els sindicats. Aquestes dones, va escriure, no es deixaven enganyar per la condescendència masculina més o menys encoberta, sinó que havien d'aprendre la mecànica de la política sindical i guanyar-se el respecte dels seus companys de feina pressionant de manera persistent en els seus propis problemes. No obstant això, també es queixava: «les dones d'aquest país, amb la seva tendència a callar, a un comportament individualista més que grupal d'una banda, i fent el que diu algun home de l'altra, aquestes dones són una bona base per al feixisme».
Quan va acabar la guerra, Hawes va treballar durant un temps com a organitzadora sindical de la United Auto Workers centrada en les dones. A Hurry Up Please It's Time [Afanya't, si us plau, és l'hora] (1946), Hawes va descriure la seva desil·lusió amb la discriminació sexual i racial en el moviment sindical.

## Vida posterior
Hawes va passar gran part del 1947 a Saint Croix, Illes Verges, i després va rellançar la seva casa de moda a Nova York el 1948, a principis de l'era McCarthy, obrint una botiga a Madison Avenue. L'FBI es va posar en contacte amb tots els seus contactes professionals i els va informar de les seves activitats i associacions polítiques radicals. Com a resultat, va ser rebutjada pels professionals del sector i la seva empresa va fracassar. El negoci no va tenir èxit i va acabar les operacions l'1 d'agost de 1949. El 1950 es va traslladar una vegada més a les Illes Verges per escapar del clima polític conservador dels Estats Units continentals. Hawes es va dedicar a treballar com a dissenyadora autònoma i va continuar escrivint. Malgrat les seves dures paraules sobre la indústria de la moda, es va mantenir treballant per a la casa de moda Priscilla of Boston, de Priscilla Kidder, una dissenyadora nord-americana de roba de núvia. Durant la resta de la seva vida, a més de la seva feina independent, va continuar dissenyant roba per a ella i els seus amics, especialitzant-se en peces de punt teixides a mà.
El 1948 Hawes va publicar Anything But Love: A Complete Digest of the Rules for Feminine Behavior from Birth to Death [Qualsevol cosa menys amor: un resum complet de les regles del comportament femení des del naixement fins a la mort]. Aquest llibre feia referència a revistes femenines populars, com ara Good Housekeeping, Glamour i Ladies' Home Journal i compilava un manual de consells irònics sobre com ser una «dona perfecta». Hawes pretenia exposar els esforços dels mitjans nord-americans per rentar el cervell de la dona de la postguerra i fer-la tornar al seu paper tradicional d'abans de la guerra. Va acusar el govern nord-americà d'utilitzar polítiques antidemocràtiques per enlluernar el poble nord-americà en un món consumista passiu basat en la falsa promesa d'una prosperitat i un conformisme cada cop més creixents.
Va intentar rellançar el seu treball de disseny a Califòrnia el 1954, de nou sense èxit, encara que va trobar un nou dissenyador el treball del qual li agradava, Rudi Gernreich. Va continuar vivint allà fins que es va traslladar a Nova York uns anys abans de la seva mort.
 El seu temps a les Illes Verges va servir de base per a un altre llibre, But Say It Politely [Però digueu-ho educadament], publicat el 1954, que parlava de qüestions racials i culturals a les illes.

## Vida personal
El 12 de desembre de 1930 es va casar amb un escultor que va conèixer a París, Ralph Jester. Es van separar el 1933 i es van divorciar el 1935.
Al juliol de 1937 es va casar amb Joseph Losey, de qui es divorviaria el novembre de 1944. Van tenir un fill, Gavrik Losey, el 1938.
Hawes va morir el 6 de setembre de 1971 de cirrosi hepàtica a casa seva a l'hotel Chelsea de la ciutat de Nova York.

## Exposicions
- Dos artistes moderns del vestit: Elizabeth Hawes i Rudi Gernreich, Fashion Institute of Technology, Nova York, 1967[10]
- Retrospectiva al Brooklyn Museum, Nova York, 1985
- Elizabeth Hawes: Along Her Own Lines, The Museum at FIT, Nova York, 2023. L'Escola d'Estudis de Postgrau del Fashion Institute of Technology, en col·laboració amb el Museu (MFIT), presentà aquesta exposició, la primera mostra contemporània dedicada exclusivament a aquesta dissenyadora.[21][1]

## Obra publicada
- Fashion Is Spinach (Nova York, 1938)
- Men Can Take It (Nova York, 1939)
- Why Is a Dress? (Nova York, 1942)
- Good Grooming (Boston, 1942)
- Why Women Cry, or Wenches with Wrenches (Nova York, 1943)
- Hurry Up Please It's Time (Nova York, 1946)
- Anything But Love (Nova York, 1948)
- But Say It Politely (Boston, 1951)
- It's Still Spinach (Boston, 1954)